# NGC 7
NGC 7 är en spiralgalax belägen i stjärnbilden Bildhuggaren. Den upptäcktes den 27 september 1834 av John Herschel, som använde ett 18,7-tums reflektorteleskop för uppgiften. Astronomen Steve Gottlieb beskrev galaxen som svag, om än stor och kantig ur Vintergatans perspektiv. Han noterade också hur galaxen bara kunde observeras tydligt med perifer syn, inte genom att titta direkt på den.